# Гущин, Василий Андреевич
Василий Андреевич Гущин (23 декабря 1901 — 26 ноября 1958) — советский военачальник, военный лётчик, участник Гражданской войны, Освобождения Западной Белоруссии и Великой Отечественной войны, командир авиационных соединений ВВС и ПВО РККА, генерал-майор авиации (01.09.1943).

## Биография
Родился 23 декабря 1901 года в деревне Клипуново Тверской губернии (ныне Ржевского района Тверской области). Русский.
В Красной армии с сентября 1919 года по август 1920 года и с ноября 1920 года. С сентября 1920 года по ноябрь 1920 года служил в Добровольческой армии генерала С. Н. Булак-Балаховича.
Окончил Военную школу Красного Воздушного флота в городе Егорьевск в 1924 году, 1-ю военную школу летчиков имени А. Ф. Мясникова в 1926 году, курсы усовершенствования начальствующего состава при Военно-воздушной академии РККА имени профессора Н.Е Жуковского в Москве в 1934 году, Высшую летно-тактическую школу в Липецке в 1934 году, Высшие академические курсы при Высшей военной академии Генерального штаба имени К. Е. Ворошилова в 1949 году.
В Гражданскую войну В. А. Гущин 5 сентября 1919 года добровольно вступил в РККА в городе Ржев и направлен переписчиком и делопроизводителем в технический эскадрон отдельной кавалерийской бригады Западного фронта. 15 августа 1920 года во время прорыва фронта белополяками под Варшавой попал в плен и был заключен в лагерь «Туффель». Имея намерение бежать из плена, 20 сентября добровольно вступил в формируемую из военнопленных 3-ю стрелковую дивизию Добровольческой армии генерала С. Н. Булак-Балаховича и был зачислен в штаб младшим писарем. Формирование дивизии проходило в городе Люблин. В ноябре бежал, по возвращении из плена состоял поднадзорным при особом отделе 16-й армии Западного фронта как перебежчик. В декабре направлен в распоряжение штаба трудовых частей Туркестанского фронта (Трудовая армия). По пути заболел, был снят с поезда и помещен в госпиталь. По выздоровлении в январе 1921 года прибыл в Ташкент, после чего назначен сотрудником и уполномоченным в агентурное отделение особого отдела Туркестанского фронта.
С ноября 1922 года служил красноармейцем в конвойной команде войск ГПУ Туркестанского фронта, с февраля 1923 года — секретарь военкома штаба воздушного флота фронта. В августе 1923 года В. А. Гущин командирован в Егорьевскую военную школу Красного Воздушного флота. В июле 1924 года окончил её и был командирован в 1-ю военную школу летчиков им. А. Ф. Мясникова для прохождения практического летного курса. Окончив школу, в марте 1926 года назначен в 43-й отдельный корпусной авиаотряд ВВС Западного военного округа, где проходил службу младшим и старшим летчиком. С июня 1928 года был инструктором 1-го разряда, затем командиром звена и отряда во 2-й военной школе летчиков им. Осоавиахима СССР в Борисоглебске. В 1930 года за аварию самолёта осужден военным трибуналом на 1 год (условно). В октябре 1933 г. зачислен слушателем на КУНС при Военно-воздушной академии РККА им. проф. Н.Е Жуковского, а оттуда в январе 1934 г. направлен в Липецкую высшую летно-тактическую школу ВВС РККА. В декабре 1934 года окончил её и был назначен командиром 7-й штурмовой авиационной эскадрильи 114-й легкой штурмовой авиабригады ВВС Белорусского военного округа в Гомель.
В сентябре 1937 года майор В. А. Гущин переведен на должность командира легкой штурмовой авиабригады в Оршу. В мае 1938 года авиабригада была передислоцирована в Брянск, где переименована в 65-ю легкобомбардировочную авиабригаду. В сентябре 1939 года назначен командующим ВВС Бобруйской армейской группы. В ходе похода Красной Армии в Западную Белоруссию назначен командующим ВВС 4-й армии. В июне 1940 года принимал участие в походе в Литву, после чего назначен командующим ВВС 11-й армии Прибалтийского особого военного округа. В августе вступил в командование 8-й смешанной авиационной дивизией ВВС рибалтийского особого военного округа. В мае 1941 года полковник В. А. Гущин был назначен командующим ВВС формирующейся в Риге 27-й армии, продолжая командовать 8-й смешанной авиационной дивизией.
С началом Великой Отечественной войны 8-я смешанная авиационная дивизия перебазировалась на Псковский аэродромный узел. В начале июля 1941 года сдал дивизию и убыл в 27-ю армию на должность командующего ВВС в Резекне. В составе войск Северо-Западного фронта участвовал в оборонительных операциях на опочецком и холмском направлениях, в боях на реках Западная Двина, Великая и Ловать. В августе войска армии принимали участие во фронтовом контрударе по Старой Руссе, затем вели бои на демянском направлении (вплоть до рубежа озёр Велье и Селигер). В конце декабря 1941 года армия была преобразована в 4-ю ударную в составе Северо-Западного фронта. В январе — феврале 1942 года участвовал с армией в Торопецко-Холмской наступательной операции (с 21 января — в составе войск Калининского фронта). В конце марта 1942 года полковник В. А. Гущин был отозван в Москву.
В июне 1942 года назначен заместителем командира 6-го истребительного авиационного корпуса ПВО, входившего в состав Московского фронта ПВО. В августе того же года командирован в Тбилиси на формирование 298-й истребительной авиационной дивизии ПВО в составе ВВС Восточного, затем Закавказского фронтов ПВО. Дивизия выполняла задачи ПВО промышленных и оборонных объектов, транспортных магистралей и политико-административных центров Закавказья. Её части принимали участие в битве за Кавказ, в Моздок-Малгобекской и Нальчикско-Орджоникидзевской оборонительных операциях, в ходе которых прикрывали боевые порядки, коммуникации и тыловые объекты войск Закавказского фронта. Всего за 1943 год при отражении налетов вражеской авиации на обороняемые объекты дивизией было произведено 890 боевых самолёто-вылетов, в воздушных боях сбито 9 самолётов противника (свои потери — 2 самолёта).
По окончании битвы за Кавказ дивизия продолжала выполнять задачи по прикрытию с воздуха военных и промышленных объектов, транспортных магистралей и политико-административных центров Закавказья.
После войны генерал-майор авиации В. А. Гущин продолжал командовать 298-й истребительной авиационной дивизией ПВО. 31 декабря 1945 года назначен командиром 142-й истребительной авиационной дивизии ПВО, входившей в состав 1-й воздушной истребительной армией ПВО (1 февраля 1946 года — 19-й воздушной истребительной армией ПВО) Северо-Западного округа ПВО (с 14 августа 1948 года — Московского района ПВО.
С апреля 1948 года по май 1949 года находился на учёбе на Высших академических курсах при Высшей военной академии Генерального штаба имени К. Е. Ворошилова, затем был зачислен в распоряжение командующего истребительной авиацией ПВО страны. 24 июня 1949 года уволен в отставку по болезни.
Умер 26 ноября 1958 года. Похоронен в Горьком (ныне Нижний Новгород) на Бугровском кладбище (2 кв.).

### Воинские звания
- майор (15.04.1936 г.),
- полковник (1942),
- генерал-майор авиации (01.09.1943)[1].

## Награды
- Орден Ленина[1];
- 2 ордена Красного Знамени[1];
- Орден Отечественной войны I степени[1];
- Медаль «За победу над Германией в Великой Отечественной войне 1941—1945 гг.»[3];
- медали[1].